# 북부태양대대
북부태양대대(北部太陽大隊, 아랍어: كتائب شمس الشمال 카타에브 샴스 아시샤말[*])는 자유 시리아군과 연합한 시리아 반군으로, 시리아 내전 기간 동안 쿠르드족과 연합하여 전쟁을 벌이고 있다.

## 역사
2014년 4월 16일 만비즈에서 시리아군에서 탈퇴한 여단장 모하메트 하무가 북부태양대대의 설립을 선언했다. 다른 소규모 부대와 개인이 대대에 참여했고 쿠르드 전선의 여러 사령관도 이 부대에 합류했다.
2015년 5월 3일, 하잠 운동 북부 지부이 옛 회원들과 쿠르드 전선, 시리아 혁명주의자전선, 자유의 새벽 여단이 힘을 모았고, 몇몇 자유 시리아군 부대가 합류하여 혁명주의자군이라는 새로운 단체를 설립했다. 시리아 혁명주의자전선과 하잠 운동의 대다수 인원들은 레반트 전선에도 참여했다.
2015년 10월 북부태양대대는 시리아 민주군의 일원이 되었다. 이후 자유의 새벽 여단이 북부태양대대에서 탈퇴했다. 11월 대대는 시리아 민주군의 알하울 공세에 참여했고, 만비즈, 티시린 댐, 자라블루스, 알샤댜다, 락까에서 ISIL을 몰아내는 전투에 참여하였다고 아드난 알하마드가 전했다.
2016년 4월 3일 만비즈 군사평의회가 설립되자, 대대의 부사령관인 아드난 아부암자드가 군사평의회의 사령관이 되었다. 만비즈 공세의 과저에서 북부태양대대의 저명한 사령관 아부 라일라가 사망했다. 그는 미군 헬리콥터로 후송되어 쿠르드 자치구의 술라이마니야로 갔으나 의사들이 머리에 있는 총알을 제거해 뇌출혈을 막지 못해 사망했다.

## 북부태양대대에 합류한 부대

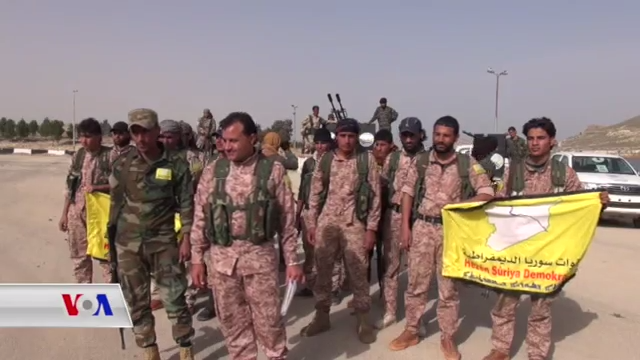
2개의 신성한 모스크 여단의 병사들이 2016년 3월 북부태양대대에 참여하는 모습이다.

- 2014년 4월 14일, 만비즈, 자라블루스, 사린 등 유프라테스강 분지에서 온 5개의 반군 세력이 북부태양대대에 합류했다.[2]
- 유프라테스 순교자 대대가 2016년 1월 13일 코바니에서 북부태양대대에 합류했다.[22]
- 댐 순교자 여단이 2016년 2월 4일 북부태양대대에 합류했다.[23][24]
- 2016년 3월 10일 2개의 모스크 여단의 병사들이 단체에 참여했다. 원래 이 단체는 살람 군, 무자히딘 군, 타우히드 여단 소속 단체였다.[25]

## 전쟁 범죄
2017년 3월 15일 북부태양대대의 전투원들이 ISIL 전투원들을 고문하는 비디오가 공개되었다. 지뢰로 인해 북부태양대대의 병사 9명이 사망했고 5명은 ISIL 무장단체원들에 대한 복수로 사망했다. 만비즈 군사평의회는 그러한 행동을 비난했고, 5명의 북부태양대대 전투원들은 제네바 회담을 위반했다는 이유로 법정에 회부될 것임을 선언했다. 5명은 3월 17일 체포되었다.